# بروس لاگونا
بروس لاگونا (به اسپانیایی: Brus Laguna) یک منطقهٔ مسکونی در هندوراس است که در استان گراسیاس آدیوس واقع شده‌است. بروس لاگونا ۳٬۲۹۲ کیلومتر مربع مساحت و ۱۳٬۲۲۴ نفر جمعیت دارد و ۱۴ متر بالاتر از سطح دریا واقع شده‌است.